# 쓰쿠미정
쓰쿠미정(津久見町)은 일본 오이타현 기타아마베군에 설치되었던 정이다. 현재의 쓰쿠미시의 중심부에 해당한다.